# Andreu Martínez Ferrandis
Andreu Martínez Ferrandis (1978-2015) va ser un atleta olímpic alcudià: especialista en cursa de relleus de 4×400 metres, que obtingué una medalla de bronze en el campionat d'Europa d'atletisme de 1998 –amb una marca de 3.02:47– junt amb els valencians Antonio Andrés (de Gandia) i Juan Vicente Trull (d'Algemesí) i el barceloní David Canal Valero i participà en altres competicions internacionals com el Campionat del Món d'atletisme de 1999 a Sevilla i el Campionat del Món d'atletisme en pista coberta de 1999 a Maebashi, sempre amb Toni Puig com a entrenador, fins als Jocs Olímpics d'Estiu de 2000 a Sydney.
Retirat de l'atletisme professional, Andreu Martínez seguí competint en ciclisme de muntanya i participà en la cursa transpirenaica Transpyr, en la qual era conegut amb el malnom de Cara Pechuga: Andreu acabà les edicions de 2011, 2012 i 2013 i participà en l'organització de 2014; fins i tot escrigué un «manual de supervivència» molt popular entre els participants d'eixa especialitat.

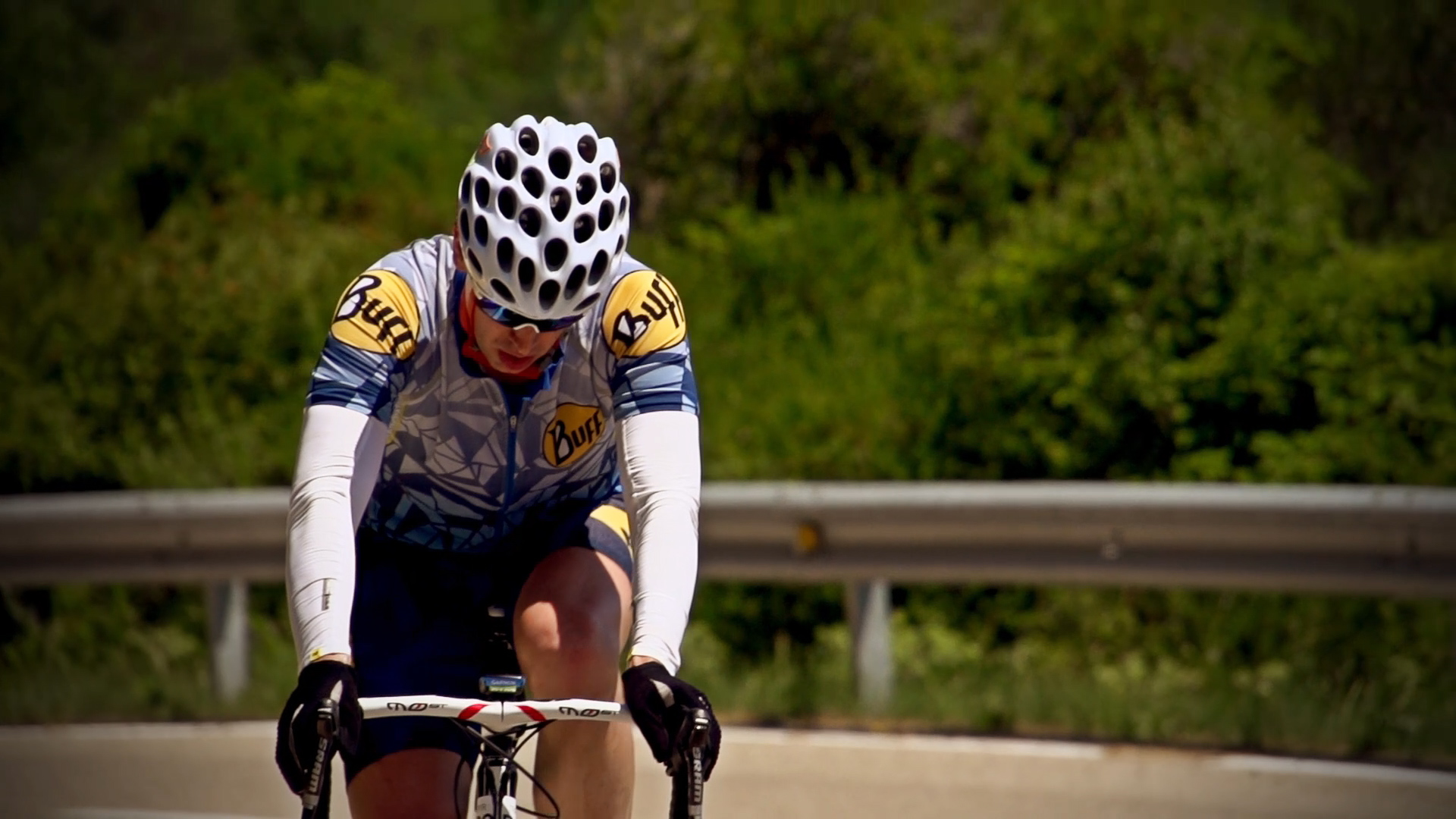
Andreu Martínez Ferrandis

Enginyer informàtic de professió i aficionat a la borsa, Andreu morí als trenta-set anys d'un càncer de pell diagnosticat tres anys abans; el funeral tingué lloc al sendemà al seu poble. Poc després, l'Ajuntament de l'Alcúdia aprovà en un plenari rebatejar l'estadi municipal d'atletisme amb el nom d'Andreu Martínez Ferrandis. El 20 de setembre rebé homenatge pòstum a la Llosa del Bisbe, abans de mamprendre una prova del Circuito Serranía.

## Historial esportiu[13]
- Campió d'Espanya Promesa de 200 m. ll. a l'aire lliure en 1998.
- Campió d'Espanya Promesa de 400 m. ll. en pista coberta en 2000.
- Records d'Espanya:

4 x 400 m.ll. : 3.02.47 – 23.08.98 Budapest
200 m.ll. Sub’21,00: 20.95 (1) – 22.07.2000 Alacant

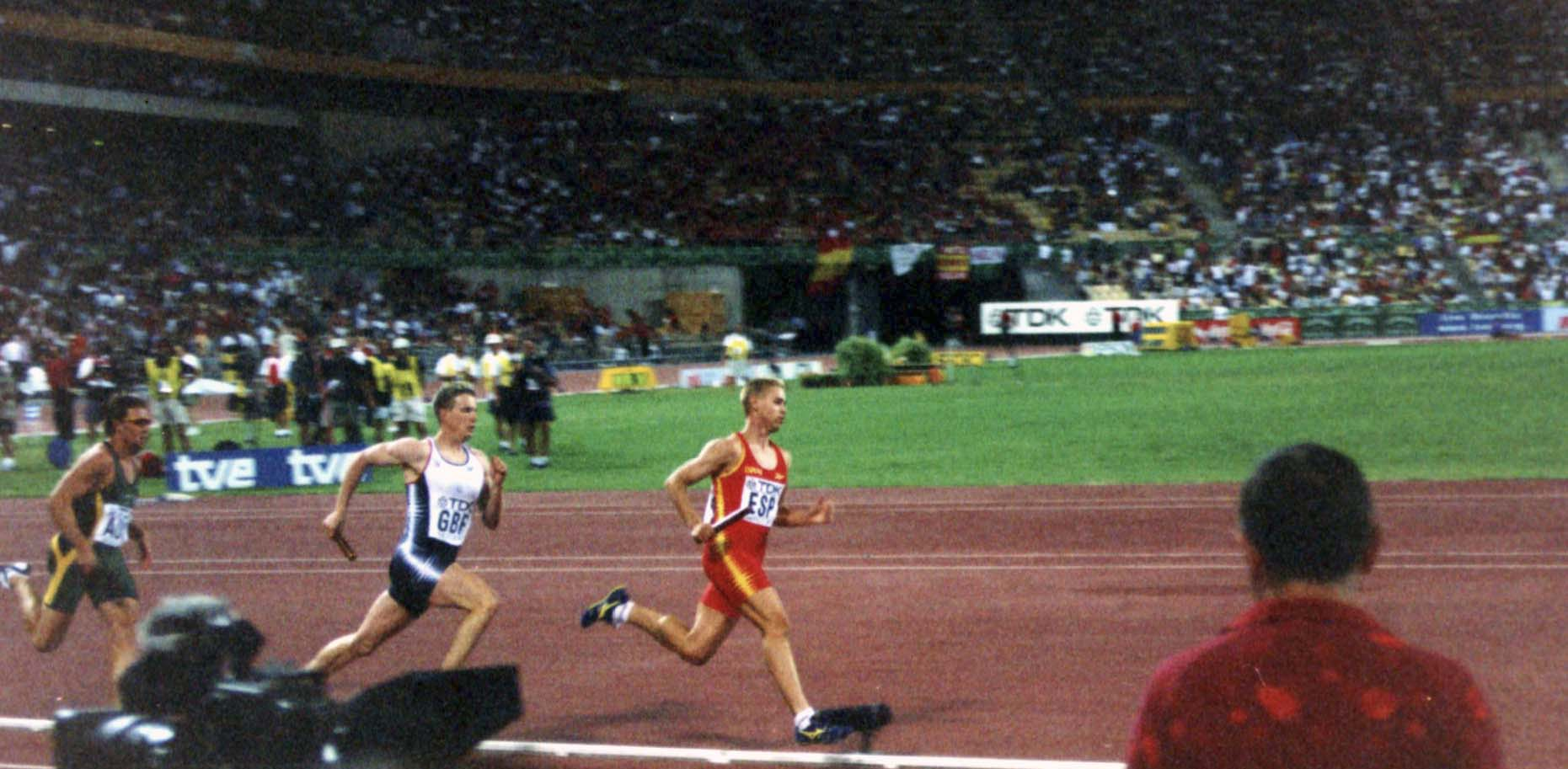
Andreu Martínez Ferrandis. 4x400 m.l.

| Competició                 | Lloc-Any    | Prova         | Posició       | Marca   |
| -------------------------- | ----------- | ------------- | ------------- | ------- |
| Copa d'Europa 1a Divisió   | Atenes'99   | 4 x 400 m.ll. | 3r (Final)    | 3.04.70 |
| Copa d'Europa 1a Divisió   | Baerum’2000 | 4 x 400 m.ll. | 6è (Final)    | 3.08.79 |
| Campionat d'Europa Absolut | Budapest’98 | 4 x 400 m.ll. | 3r (Final)    | 3.02.47 |
| Campionat del Món Indoor   | Maebashi’99 | 4 x 400 m.ll. | 4t (1a sèrie) | 3.15.94 |
| Campionat del Món Absolut  | Sevilla’99  | 4 x 400 m.ll. | 5è (1a sèrie) | 3.02.85 |

## Progressió de la seua marca personal
|      | 100 m. ll. | 200 m. ll. | 400 m. ll. |
| ---- | ---------- | ---------- | ---------- |
| 1998 | 10.56      | 21.27      | 46.90      |
| 1999 | 10.50      | 21.29      | 46.99      |
| 2000 | 10.67      | 20.95      | 46.85      |